# Гомес, Хуан Карлос
Хуа́н Ка́рлос Го́мес (исп. Juan Carlos Gómez; род. 26 июля 1973, Гавана, Куба) — кубинский боксёр-профессионал, выступавший в первой тяжёлой (Cruiserweight) весовой категории. Чемпионом мира по версии ВБС (WBC) в первом тяжёлом весе 1998—2002 годов. С 2002 года выступал в супертяжёлой и первой тяжёлой весовых категориях.

## Любительская карьера
На любительском ринге Гомес провёл 170 поединков, в 158 одержал победу.
В 1990 году завоевал золотую медаль на чемпионате мира среди юниоров в Лиме (Перу) в весовой категории до 75 кг.
Участвовал также на множестве других соревнованиях. В любителях победил известного американца Антонио Тарвера.

## Профессиональная карьера

### Первый тяжёлый вес
Дебютировал в 1995 году, впервом тяжёлом весе, и активно нокаутируя своих соперников со статистикой 10-0 вышел на первый титульный бой. В августе 1996 года, за звание интерконтинентального чемпиона мира по версии WBC, нокаутировал Филлипа Майкла в 9-м раунде. Сохранял этот титул 3 года, пока в 1998 году не вышел на чемпионский бой за звание полноправного чемпиона WBC, и победил действующего чемпиона Марсело Фабиана Домингеса.
Отстоял чемпионский титул 10 раз, не найдя достойных соперников в первом тяжёлом весе, перешёл в супертяжёлый вес. Будучи в первом тяжёлом весе, победил так же известных боксёров Хорхе Кастро и Альфреда Коула.

### Супертяжелый вес
В 2002 году, Хуан Карлос перешёл в более высокую весовую категорию. Первую серьёзную победу в супертяжёлом весе Гомес добыл в 2003 году над крепким турком, непобеждённым Синан Шамиль Самом, которому тогда выдавали солидные авансы.
В следующем бою Гомес потерпел первое поражение в профикарьере — нокаутом в первом же раунде от соотечественника Янки Диаса. Гомес не отчаялся, и продолжил побеждать. В январе 2005 года, Хуан Карлос нокаутировал нигерийца, Дэвида Дэфиагбона.
В сентябре 2005 года победил известного американского боксёра, бывшего чемпиона мира, Оливера Маккола, но бой позже признали несостоявшимся из-за положительного допинг теста Гомеса.

«После того как судьи украли у меня победу над Оливер Макколлом из-за допинга в октябре 2005 года я был совершенно опустошен», сказал Гомес в 2007 году. «Клянусь, что я никогда не принимал запрещенных препаратов в жизни. После боя я уехал в США, где жил в чернокожей общине мусульман. Вот почему я принял ислам».— [http://www.thesweetscience.com/boxing-article/6643/eccentric-juan-carlos-gomez/
После трёх поединков, судьба вновь свела Гомеса с Макколом. На этот раз Гомес уверенно победил без подвохов, и стал обязательным претендентом на пояс WBC. Перед этим боем Гомес так же победил по очкам россиянина, Дениса Бахтова. Боксёрский совет был занят организацией боя временного чемпиона Сэмюэля Питера, с основным чемпионом Олегом Маскаевым, победитель этой схватки должен был сразиться с почётным чемпионом Виталием Кличко. Гомес решил не ждать такой длинной развязки, и вышел на ещё один элиминатор, дожидаясь пока из трёх чемпионов, останется один.
Во втором элиминаторе Гомес победил Владимира Вирчиса.

### 21 марта 2009 года.Виталий Кличко — Хуан Карлос Гомес
|                  | | |
| Соперник         | Виталий Кличко                                                                                             | Виталий Кличко                                                                                             |
| Место проведения | Hanns-Martin-Schleyer Halle, Штутгарт, Германия                                                            | Hanns-Martin-Schleyer Halle, Штутгарт, Германия                                                            |
| Результат        | Победа Кличко техническим нокаутом в девятом раунде двенадцатираундового боя                               | Победа Кличко техническим нокаутом в девятом раунде двенадцатираундового боя                               |
| Статус           | Чемпионский бой за титул WBC в тяжёлом весе (1-я защита Виталия Кличко после повторного завоевания титула) | Чемпионский бой за титул WBC в тяжёлом весе (1-я защита Виталия Кличко после повторного завоевания титула) |
| Рефери           | Даниэль Ван де Виль                                                                                        | Даниэль Ван де Виль                                                                                        |
| Счёт судей       | Джон Кин: (72—80); Кен Морита: (72—80); Анек Хонгтонгкам: (73—79) — все в пользу Кличко                    | Джон Кин: (72—80); Кен Морита: (72—80); Анек Хонгтонгкам: (73—79) — все в пользу Кличко                    |
| Время            | 1:48 минут                                                                                                 | 1:48 минут                                                                                                 |
| Трансляция       | Showtime, RTL, ESPN                                                                                        | Showtime, RTL, ESPN                                                                                        |
|                  | Кличко | Гомес |
| Вес              | 113,0 кг                                                                                                   | 104,5 кг                                                                                                   |

В марте 2009 года в Германии состоялся бой между Виталием Кличко и бывшим чемпионом мира в первом тяжёлом весе кубинцем Хуаном Карлосом Гомесом. Бой был напряжённый и вязкий, Гомес прорывался на ближнюю дистанцию с быстрыми сериями. Кличко понадобилось несколько раундов, чтобы приспособиться к подвижному сопернику. На протяжении боя Гомес два раза побывал в нокдауне, а также оба боксёра упали после мощной серии Кличко. Оба боксёра имели рассечения — у Гомеса — над обоими глазами, у Кличко — на голове. В 9-м раунде Кличко начал избивать Гомеса. Рефери прекратил поединок.

### 2010—2013
После поражения от Виталия Кличко, Гомес год не выходил на ринг.
27 марта 2010 года, Гомес нокаутировал в третьем раунде крепкого украинского боксёра, Алексея Мазыкина и завоевал интерконтинентальный титул чемпиона мира по версии WBA.
Следом за Мазыкиным, Гомес победил по очкам четырёх джорнименов, немца, Александра Каля, турка, Озкана Четинкая и американцев Зака Пейджа и Харольда Сконьерса.
В сентябре 2010 года неожиданно проиграл по очкам американскому джорнимену Дарнеллу Уилсону в плотном бою, решением судей. Однако в 2012 году взял реванш нокаутом.
11 мая 2012 года, победил украинца Максима Педюру.
После победы над Педюрой Гомес полтора года не боксировал. 1 ноября 2013 года он вернулся в ринг, победив техническим нокаутом во втором раунде боснийского джорнимена Аднана Бахуралию.
23 ноября 2013 года победил по очкам чешского джорнимена Джиндрича Велецки в рамках тяжёлого веса. После 8 раундов судьи выставили одинаковый счёт: 80-72.
3 марта 2014 года как «крузер» победил хорватского джорнимена Ивицу Бакурина. 8-раундовый поединок прошёл всю дистанцию и завершился разногласием судей в пользу Гомеса: 78-74, 77-75 ему и 77-76 Бакурину.

## Личная жизнь
В 2005 году принял ислам.